# ブリヂストン・アルサス
ブリヂストン・アルサス (ALSUS)はブリヂストンサイクルが製造・販売していたシティサイクルである。

## 概要
アルベルト、ラクロスなどと同じ通学車に位置づけている。シティサイクルでは珍しくサスペンション（ハイパーサスペンション）を採用した。そのため全長が従来車に比べてやや長い上、サスペンションを採用したため、従来のフレームとは異なった形をしている。
都市部では自転車を考慮した整備が進んでいるが、歩道等などの段差のショックはまだまだ多い。しかし、シティサイクルにサスペンションを付けるのはコスト面の理由から少なかった。しかし本車は、軽量アルミ素材を使用した「ハイブリッドアルミサスペンションフレーム」を採用し、価格も3万円から4万円前半と普及価格に設定した。
2006年型を最後に、2007年以降のカタログには掲載が無い。

## 歴史

### 2003年モデル
2002年11月20日全国発売。
主な特徴
- 路面のショックを吸収する「ハイパーサスペンション」
- アルミ素材の「ハイブリッドフレーム」
- iパネル 純正の自転車メーター
- スーパーマイティロードタイヤ
- BSロックS

### 2004年モデル
- ベルトドライブモデルの追加

### 2005年モデル
ヘッドライト（ホワイトフラッシュIV）の上に反射板がつき、BAAに適合。
主な特徴
（↑に加えて）
- BAA適合
- 一発二錠
- iパネルがオプション化

### 2006年モデル
主な特徴
（↑に加えて）
- グリップベル
- ホワイトフラッシュONE
- ウルトラロングライフタイヤ（後輪）

## 車名の由来
前半はアルベルトと同様にアルミフレームから。後半はサスペンションから。